# Sprague Grayden
Sprague Grayden née le 21 juillet 1980 à Manchester-by-the-Sea, Massachusetts est une actrice américaine.

## Biographie
Sprague Grayden est née le 21 juillet 1980 à Manchester-by-the-Sea, Massachusetts.
Elle avait un frère cadet, Benjamin Grayden, décédé en 1999. Son père, William Michael Grayden possédait un restaurant appelé Ben Sprague.
Elle a étudié à l'Université Columbia.

### Vie privée
Elle est mariée à Alexis Cassar depuis 2013. Ils ont un fils, né en 2014.

## Carrière
Elle commence sa carrière à la télévision en 2002 dans les séries John Doe et New York, unité spéciale.
En 2004, elle tourne dans Le Monde de Joan, Preuve à l'appui et elle décroche un rôle récurrent dans les quatrième et cinquième saisons de Six Feet Under.
En 2006, elle obtient un rôle dans la série Jericho. Mais celle se retrouve annulée après deux saisons en 2008.
Elle enchaîne ensuite avec des apparitions dans Weeds et Private Practice, puis quelques épisodes de Sons of Anarchy.
En 2010, elle tourne dans Drop Dead Diva, Three Rivers, Los Angeles, police judiciaire et Esprits criminels et revient au cinéma dans Paranormal Activity 2 de Tod Williams, elle reprendra son rôle l'année suivante dans le troisième volet réalisé par Henry Joost et Ariel Schulman.

## Filmographie

### Cinéma

#### Longs métrages
- 1989 : Mon père (Dad) de Gary David Goldberg : Annie jeune
- 2001 : Biohazardous de Michael J. Hein : Laura Forman
- 2006 : Mini's First Time de Nick Guthe : Kayla
- 2008 : The Last Lullaby de Jeffrey Goodman : Jules
- 2009 : Wake d'Ellie Kanner : Marissa
- 2010 : Paranormal Activity 2 de Tod Williams : Kristi Rey
- 2011 : Paranormal Activity 3 d'Henry Joost et Ariel Schulman : Kristi Rey
- 2019 : Samir de Michael Basha, Chateau Bezerra, Maria De Sanctis, Sarah Gross, Reeyaz Habib, Sadé Clacken Joseph, Julia Kennedy, Christina Yr. Lim et Sohil Vaidya : Autumn
- 2020 : Gossamer Folds de Lisa Donato : Frannie

#### Courts métrages
- 2005 : Six Months Later de David Frigerio : Elisa
- 2010 : Camera Obscura de Kai Beverly-Whittemore : Myla
- 2017 : OH BABY de Rory Rooney : Lindsay
- 2017 : 4 Eyes de Michael Clowater : Helen
- 2018 : JAMIE de Frank Ferendo : La mère de Jamie

- 2019 : The Hole Truth de Russell Friedenberg : Susannah

### Télévision

#### Séries télévisées
- 2002 : New York, unité spéciale (Law and Order : Special Victims Unit) : Mia Kessler
- 2002 : John Doe : Karen Kawalski
- 2004 : Le Monde de Joan (Joan of Arcadia) : Judith Montgomery
- 2004 : Preuve à l'appui (Crossing Jordan) : Clarissa Harrison
- 2004 : Six Feet Under : Anita Miller
- 2005 : Les Experts : Manhattan (CSI : NY) : Jennifer Cooper
- 2005 : Les Frères Scott (One Tree Hill) : Darby
- 2005 : Over There : Terry Ryder
- 2006 - 2008 : Jericho : Heather Lisinski
- 2008 : Sons of Anarchy : Donna Lerner
- 2008 : Weeds : Denise
- 2008 : Private Practice : Susan McCullough
- 2008 : FBI : Portés disparus (Without a Trace) : Paula Reiser
- 2009 : 24 heures chrono (24) : Olivia Taylor
- 2009 : New York, unité spéciale : Pamela Galliano
- 2010 : Esprits criminels (Criminal Minds) : Meg Collins
- 2010 : Drop Dead Diva : Faye Newland
- 2010 : Three Rivers : Gwen Richards
- 2010 : Los Angeles, police judiciaire (Law and Order : Los Angeles) : Valerie Roberts
- 2011 : Dr House (House M.D) : Eva
- 2011 : Prime Suspect : Fionna Davey
- 2011 : Grey's Anatomy : Mme Gordon
- 2012 : Touch : Lieutenant Laura Davis
- 2012 : Major Crimes : Laura Elkins
- 2012 - 2013 : FBI : Duo très spécial (White Collar) : Ellen jeune
- 2013 : Low Winter Sun : Maya Callis
- 2014 : Following (The Following) : Carrie Cooke
- 2015 : Code Black : Leslie Garcia
- 2015 : True Detective : Joyce
- 2015 - 2016 : Rosewood : Dina Katz
- 2016 : Rush Hour : Pam Sanders
- 2016 : Pretty Little Liars : Dr Cochran
- 2016 : L'Arme fatale (Lethal Weapon) : Genie Babcock
- 2016 : NCIS : Nouvelle-Orléans (NCIS : New Orleans) : Anne Foreman
- 2018 : Just Add Magic : Jill / Caroline
- 2018 : Seven Seconds : Alison
- 2018 : Kevin (Probably) Saves the World : Shea
- 2018 : The Last Ship : Elli
- 2018 : Grey's Anatomy : Station 19 (Station 19) : Mary
- 2018 - 2020 : Dirty John : Tonia Sells / Une membre d'H.A.L.T
- 2019 : NCIS : Los Angeles : Olivia Baird
- 2019 : The Fix : Brianna Dear
- 2019 : What Just Happened??! : Sheriff Amy
- 2020 : A Million Little Things : Lindsay Saville
- 2021 : Hightown : MaryAnne

## Voix françaises
En France
| - Véronique Alycia dans : (les séries télévisées) - John Doe - Preuve à l'appui - Six Feet Under - Les Frères Scott - Over There - Jericho - Sons of Anarchy - Three Rivers - Major Crimes - Laura Blanc, dans : (les séries télévisées) - Le Monde de Joan - Private Practice - Suspect numéro un New York - Touch - Dirty John - Interrogation | - Chloé Berthier, dans : (les séries télévisées) - 24 Heures chrono - New York, unité spéciale - Bérengère Allaux dans : - Paranormal Activity 2 - Paranormal Activity 3 et aussi - Catherine Desplaces dans New York, unité spéciale (série télévisée) - Virginie Ledieu dans Weeds (série télévisée) - Véronique Volta dans Esprits criminels (série télévisée) - Karine Foviau dans Drop Dead Diva (série télévisée) - Olivia Dutron dans Low Winter Sun (série télévisée) - Marjorie Frantz dans Following (série télévisée) - Dorothée Pousséo dans Just Add Magic (série télévisée) - Pauline Brunel dans Seven Seconds (série télévisée) |